# 喜洲粑粑

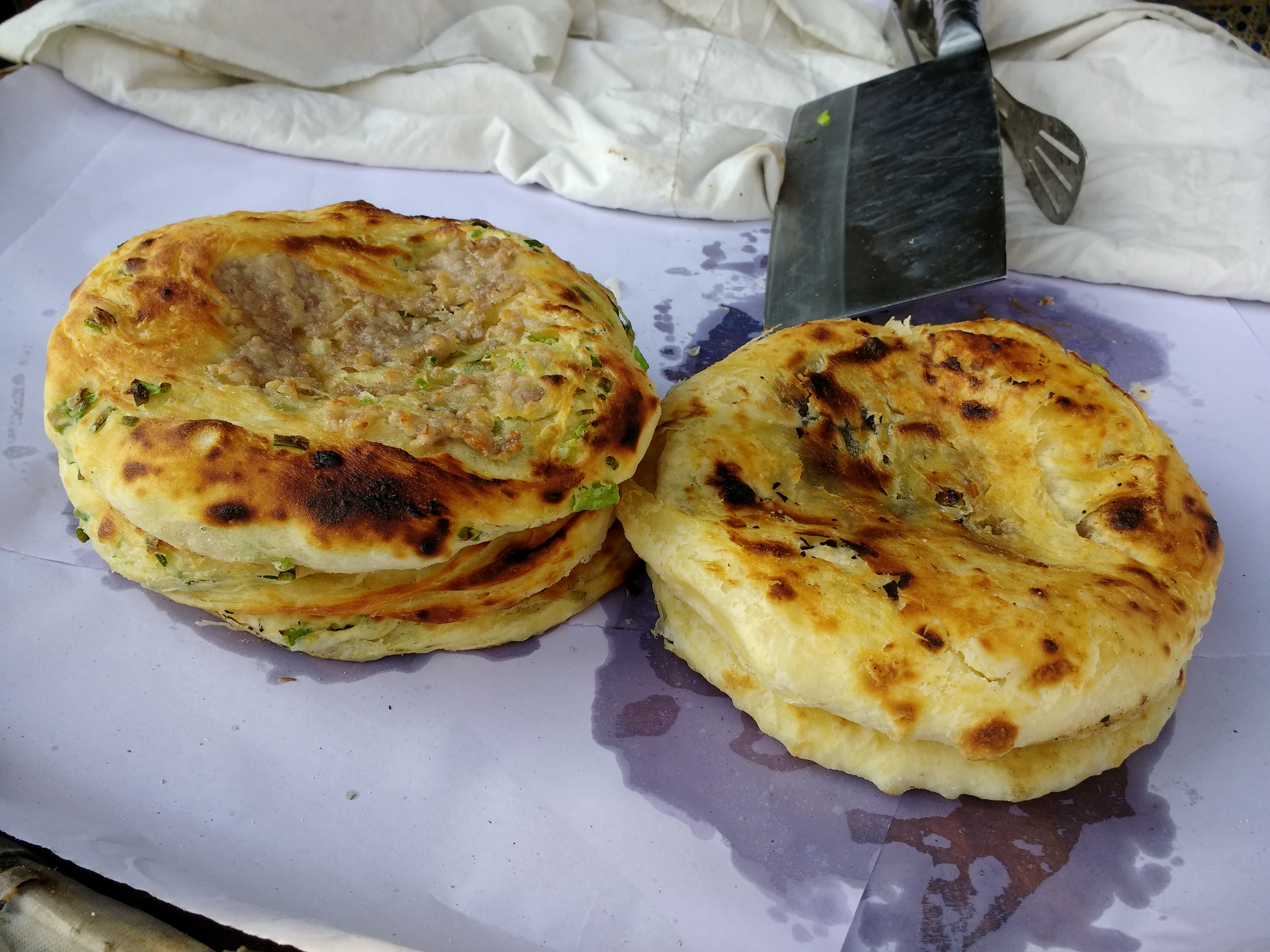
喜洲粑粑

喜洲粑粑，又称喜洲破酥粑粑、破酥，是一个云南大理白族自治州的美食，也是白族传统美食。

## 介绍
喜洲粑粑来自于喜洲镇，饼状为圆形，面团经过发酵，合成面团，在面板上揉擀成片，撒上精盐或白糖，抹猪油、卷成一长条状，然后分制擀成圆饼，在平底锅中烤制而成。